# Otto Wiener
Otto Heinrich Wiener, född 15 juni 1862 i Karlsruhe, död 18 januari 1927 i Leipzig, var en tysk fysiker.
Wiener, som blev professor vid Leipzigs universitet 1899, arbetade speciellt inom optik, påvisade stående ljusvågor intill en speglande yta (1889) och förbättrade Gabriel Lippmanns färgfotograferingsmetod.